# Малое Песьяново
Малое Песьяново — деревня в Мокроусовском районе Курганской области. Входит в состав Сунгуровского сельсовета.
Находится в 6 км южнее села Сунгурово, в 25 км южнее райцентра — села Мокроусово, на дороге, связывающей Мокроусово с федеральной трассой Курган — Омск, на берегу озера. 
Через деревню проходит часть автобусных рейсов Курган — Мокроусово.
В 2017 деревня сильно пострадала от урагана. 

## Население
| 1989 | 2002 | 2010 |
| ---- | ---- | ---- |
| 192  | ↗195 | ↘178 |